# Standing-nappaligekkó
A Standing-nappaligekkó  (Phelsuma standingi) a hüllők (Reptilia) osztályának pikkelyes hüllők (Squamata) rendjébe, ezen belül a gekkófélék (Gekkonidae) családjába tartozó faj.

## Előfordulása
Madagaszkár délnyugati részén honos.

## Megjelenése
Testhossza legfeljebb 28 centiméter.

## Életmódja
Nappal keresgéli rovarokból és nektárból álló táplálékát.
|  |